# Ach Herr, mich armen Sünder
Ach Herr, mich armen Sünder (Ô Seigneur, moi, pauvre pécheur), BWV 135, est une cantate religieuse de Johann Sebastian Bach composée à Leipzig pour le troisième dimanche après la Trinité, le 25 juin 1724. Pour cette destination liturgique, deux autres cantates ont franchi le seuil de la postérité : les BWV 21 et 150.

## Histoire et livret
Cette cantate est la quatrième du second cycle annuel des cantates choral, donnée la première fois le 25 juin 1724 après Christ unser Herr zum Jordan kam BWV 7, le jour de la Saint-Jean. Les lectures prescrites pour ce dimanche étaient la Première épître de Pierre (« Remets ton sort à l'Eternel »), et l'Évangile de Luc (XV,3-7), la parabole de la brebis égarée et (XV, 8-10), la parabole de la drachme perdue. La cantate est entièrement basée sur le choral Ach Herr, mich armen Sünder (1597) par Cyriakus Schneegaß, une paraphrase du Psaume 6 en six strophes. La relation avec les textes est assez marginale, la consolation du Seigneur (3e mouvement) et la destruction des ennemis se réfèrent à l'épître, la joie d'un pécheur repentant, le thème du choral, à l'Évangile. Le poète inconnu a conservé la première et la dernière strophe inchangées. Il a paraphrasé les quatre autres strophes en quatre mouvements, alternant récitatifs et arias.

## Structure et instrumentation
La cantate est écrite pour trois solistes, alto, ténor et basse, un chœur à quatre voix, cornet à bouquin, trombone, deux hautbois, deux violons, alto et basse continue.
1. chœur : Ach Herr, mich armen Sünder
2. récitatif : Ach heile mich, du Arzt der Seelen, ténor
3. aria : Tröste mir, Jesu, meine Gemüte, ténor
4. récitatif : Ich bin von Seufzen müde, alto
5. aria : Weicht, all ihr Übeltäter, basse
6. choral : Ehr sei ins Himmels Throne

## Musique
Le chœur d'ouverture est une fantaisie chorale comme dans les cantates chorales précédentes. Bach avait commencé le premier de son deuxième cycle avec le cantus firmus de la mélodie de choral attribué au soprano. Dans ce quatrième ouvrage c'est la basse qui est à l'honneur. Selon Christoph Wolff, les quatre premières cantates du cycle forment un groupe, distinctement différentes dans leurs fantaisies de choral. Après une Ouverture à la française (O Ewigkeit, du Donnerwort, BWV 20), un motet (Ach Gott, vom Himmel sieh darein BWV 2) et un concerto italien (BWV 7) le mouvement est un « extraordinaire filigrane de contrepoint vocal et instrumental de la mélodie du choral ». Bach utilisa la mélodie (à l'origine une chanson d'amour) ultérieurement pour le premier choral de l'Oratorio de Noël, Wie soll ich dich empfangen, et plusieurs fois dans sa Passion selon saint Matthieu, particulièrement O Haupt voll Blut und Wunden. Les huit premières lignes du texte sont d'abord jouées par les instruments puis reprises par les voix. La préparation instrumentale est un trio sans continuo de hautbois I et II contre les cordes qui jouent à l'unisson le cantus firmus. En contraste avec cette texture haute, le dispositif vocal à quatre parties est dominé par le cantus firmus dans la basse, renforcé par le trombone et le continuo. les cordes jouent colla parte avec les autres voix. Sur les mots « daß ich mag ewig leben » (que je puisse vivre éternellement) le cantus firmus est chanté trois fois plus lentement.
Dans le récitatif du ténor, un flot de notes illustre les larmes du pécheur repentant. Il se conclut par une ligne originale du choral, « Ach, du Herr, wie so lange? » (Seigneur, pourquoi es-tu si long à venir?). Dans l'aria du ténor, accompagnée par les deux hautbois, des septièmes descendantes illustrent le naufrage dans la mort, tandis que « Denn im Tod ist alles stille » est marqué par de longs silences. Le récitatif alto s'ouvre avec une ligne originale du choral : « Ich bin von Seufzen müde », exprimé dans une variante de la première ligne de la mélodie chorale. L'aria de la basse est un appel, « Weicht, all ihr Übeltäter ». Les cordes jouent une puissante phrase en deux mesures qui sera répétée deux fois dans un registre inférieur, puis s'élève à près de trois octaves. À ce propos, ces mélodies sont décrites comme « étranges » et « pas comme les autres » dans la notice nécrologique de Bach écrite par C.P.E Bach et Johann Friedrich Agricola et publiée en 1754. La cantate se termine par un choral disposé en quatre parties, la soprano aidée par le cornet à bouquin.

## Source
- (en) Cet article est partiellement ou en totalité issu de l’article de Wikipédia en anglais intitulé « Ach Herr, mich armen Sünder, BWV 135 » (voir la liste des auteurs).